# De-Vaucouleurs-Profil
Das De-Vaucouleurs-Profil (nach Gérard-Henri de Vaucouleurs) beschreibt, wie sich die Flächenhelligkeit {\displaystyle I} einer elliptischen Galaxie oder des Bulges einer Spiralgalaxie mit der Entfernung {\displaystyle R} vom Zentrum ändert. In einer einfachen Form lässt es sich schreiben als:
{\displaystyle I(R)=I_{e}\cdot \exp \left(-7,669\cdot \left[\left({\frac {R}{R_{e}}}\right)^{\frac {1}{4}}\,-1\right]\right)}
wobei hier {\displaystyle I_{e}} die Flächenhelligkeit am Effektivradius {\displaystyle R_{e}} ist (d. h. an dem Radius, innerhalb dessen die halbe Leuchtkraft emittiert wird).